# Kim Pyong-il
Kim Pyong-il (* 10. August 1954 in Nordkorea) ist ein nordkoreanischer Diplomat, Halbbruder des ehemaligen nordkoreanischen Staatsführers Kim Jong-il und Sohn des 1994 verstorbenen Staatsgründers Kim Il-sung. Er war von 1998 bis 2015 Botschafter Nordkoreas in Polen.

## Familienhintergrund und frühes Leben
Kim Pyong-il entstammt der nordkoreanischen Kim-Dynastie. Er wurde als Sohn des nordkoreanischen Staatsgründers Kim Il-sung und dessen zweiter Ehefrau Kim Song-ae geboren. Neben seinem leiblichen Bruder Kim Yong-il (nicht zu verwechseln mit dem ehemaligen nordkoreanischen Ministerpräsidenten Kim Yong-il) ist er der jüngere Halbbruder des im Dezember 2011 verstorbenen Staatsführers Nordkoreas Kim Jong-il und hat mit Kim Kyung-hee eine jüngere Halbschwester.
Sein Studium schloss Kim Pyong-il in Wirtschaftswissenschaft an der Kim-Il-sung-Universität in Pjöngjang ab. Von Hause aus war er außerdem dazu verpflichtet, eine Militärausbildung an der staatlichen Kriegsakademie abzuschließen. Er erlangte dabei den Rang eines Bataillonskommandeurs.

## Diplomatische Laufbahn
Ab 1979 wurde Kim Pyong-il zu den verschiedensten Vertretungen Nordkoreas innerhalb Europas geschickt. Damit sollte sein Einfluss auf die Politik in Nordkorea geschwächt werden.
Seine erste Station als Diplomat der Demokratischen Volksrepublik Korea war das ehemalige Jugoslawien. Bereits vor dem Zusammenbruch des Vielvölkerstaates und vor Ausbruch der politischen Wende in Mittel- und Osteuropa wurde er 1988 zum Botschafter Nordkoreas in Ungarn ernannt. Als 1989 allerdings in Ungarn die politische Wende eingeleitet wurde und das Land Beziehungen zu Südkorea aufnahm, versetzte man ihn nach Bulgarien. Anfang der 1990er Jahre kam er nach Finnland, wo er bis zur Schließung der nordkoreanischen Botschaft 1998 blieb.
Als 1994 sein Vater Kim Il-sung starb, durfte Kim Pyong-il zwar zum Begräbnis nach Pjöngjang reisen, sein Name wurde aber auf keiner der offiziellen Listen genannt.
Von Finnland aus wechselte Kim Pyong-il 1998 schließlich nach Polen, wo er ebenfalls als Botschafter agieren sollte. Die Anerkennung als solcher wurde allerdings neun Monate lang zurückgehalten, bis Kim Pyong-il offiziell eine Beglaubigung beim polnischen Präsidenten einreichte. Bis 2015 lebte und arbeitete Kim Pyong-il als Botschafter Nordkoreas in der polnischen Hauptstadt Warschau. Von 2015 bis 2019 war er Botschafter in Tschechien.

## Privates
Kim Pyong-il hat zwei erwachsene Kinder, seine Tochter Kim Eun-song und sein Sohn Kim In-kang. Beide sind vermutlich in Jugoslawien zur Welt gekommen, studierten allerdings an polnischen Universitäten. Kim Pyong-ils Sohn Kim In-kang ist verheiratet und schreibt an der Polnischen Akademie der Wissenschaften in Warschau seine Doktorarbeit.
Kim Pyong-il selbst lebt als Botschafter relativ zurückgezogen und gibt nur selten Interviews. Zu seinem regelmäßig besuchten Urlaubsort zählt das rund 1500 Einwohner zählende Boćki in der ostpolnischen Woiwodschaft Podlachien, wo er sogar an öffentlichen Veranstaltungen teilnimmt.

## Belege
1. 1 2 3  Photos of Kim Jong-il's brother Kim Pyong-il and recent visits. In: Daily NK. 9. Mai 2007, abgerufen am 5. Dezember 2010 (englisch).
2. ↑  Photos surface of Kim Jong-il's relatives in Europe. In: Chosun Ilbo. 10. Mai 2007, archiviert vom Original am 16. Oktober 2007; abgerufen am 5. Dezember 2010 (englisch).
3. ↑  Yoel Sano: Happy Birthday, Dear Leader – who’s next in line? In: AsiaTimes. 14. Februar 2004, archiviert vom Original am 7. April 2004; abgerufen am 24. Juni 2024 (englisch).
4. ↑  James Sterngold: Evolution in Europe; Stunned North Korea Warns Soviets on Meeting With Seoul Leader. In: The New York Times. 2. Juni 1990, archiviert vom Original am 11. Februar 2016; abgerufen am 24. Juni 2024 (englisch).
5. 1 2  Polski Kim. In: Polityka, Ausgabe 41/2010, 9. Oktober 2010 (polnisch).
6. ↑  Kim Jong-il’s half brother’s ambassadorship in limbo. In: The Japan Times. 19. Oktober 1998, archiviert vom Original am 11. März 2007; abgerufen am 24. Juni 2024 (englisch).
7. ↑  Oliver Hotham: Kim Pyong Il, long-time North Korean ambassador in Europe, returns home. In: NK News. 8. November 2019, abgerufen am 24. Juni 2024 (englisch, Artikelanfang frei abrufbar).
8. ↑  Wspólnie spędźmy sobotę. In: Wirtualne Boćki. 20. Februar 2006, archiviert vom Original am 3. Juli 2013; abgerufen am 24. Juni 2024 (polnisch).
9. ↑  Piotr Głuchowski, Marcin Kowalski: Sekretne życie syna wielkiego wodza w Warszawie. In: Gazeta Wyborcza. 25. Dezember 2008, archiviert vom Original am 16. April 2013; abgerufen am 24. Juni 2024 (polnisch).

| Personendaten    | Personendaten                                                                                                   |
| ---------------- | --- |
| NAME             | Kim, Pyong-il                                                                                                   |
| ALTERNATIVNAMEN  | 김평일 (Hangeul); 金平一 (Hanja); Gim, Pyeong-il (revidierte Romanisierung); Kim, P’yŏng'il (McCune-Reischauer) |
| KURZBESCHREIBUNG | nordkoreanischer Diplomat                                                                                       |
| GEBURTSDATUM     | 10. August 1954                                                                                                 |
| GEBURTSORT       | Nordkorea |